# Tu chính án Jackson–Vanik
Tu chính án Jackson–Vanik là một điều khoản năm 1974 trong luật liên bang Hoa Kỳ nhằm mục đích ảnh hưởng đến quan hệ thương mại của Hoa Kỳ với các quốc gia không nền kinh tế thị trường (ban đầu, các quốc gia của Khối Cộng sản) hạn chế quyền tự do của di cư và nhân quyền khác.
Việc sửa đổi, được đặt theo tên của các nhà đồng tài trợ chính Henry M. "Scoop" Jackson của Washington trong Thượng viện và Charles A. Vanik của Ohio trong Hạ viện, cả Dân chủ, được nêu trong Tiêu đề IV của Đạo luật thương mại năm 1974. Đạo luật Thương mại năm 1974 đã được hai viện Quốc hội Hoa Kỳ thông qua và được Tổng thống Gerald Ford đã ký dự luật thành luật với sửa đổi được thông qua vào ngày 3 tháng 1 năm 1975. Theo thời gian, một số quốc gia đã được cấp các quan hệ thương mại bình thường có điều kiện để xem xét hàng năm, và một số quốc gia đã được giải phóng khỏi sửa đổi.
Vào tháng 12 năm 2012, Đạo luật Magnitsky đã được Tổng thống Obama ký thành luật, bãi bỏ Tu chính án Jackson–Vanik.

## Ảnh hưởng
Các quốc gia thuộc phạm vi áp dụng của tu chính án này bao gồm Liên Xô (và sau đó là các nước hậu Xô viết), Cộng hòa Nhân dân Trung Hoa, Romania, Hungary, Tiệp Khắc, Đông Đức, Bulgaria, Mông Cổ, Albania, Campuchia, Lào và Việt Nam.
Trong số các quốc gia Khối Xô Viết, Ba Lan đã được miễn sửa đổi, nhưng từ năm 1982 đến 1987, tình trạng MFN vô điều kiện của nó đã bị đình chỉ do các hành động chống lại Solidarność. Nam Tư cũng được miễn; tuy nhiên, vào năm 1991 - 1992, do các sự kiện bạo lực ở Nam Tư cũ, tình trạng MFN của Serbia và Montenegro đã bị đình chỉ.